# Biscuits de Prato
Pour les articles homonymes, voir Prato (homonymie).
Les biscuits de Prato (biscotti di Prato en italien), également appelés cantucci, cantuccini ou biscotti etruschi (biscuits étrusques) sont des biscuits aux amandes secs et croustillants, spécialité de Prato, en Toscane, obtenus en coupant le pain de pâte encore tiède en tranches. Ils font partie des desserts les plus typiques de la tradition culinaire toscane, notamment accompagnés de Vin santo.

## Histoire
L'origine du cantucci dans la recette sans amande remonte au XVIe siècle et le nom semble dériver de canto ("angle", "coin") ou de cantellus, c'est-à-dire morceau ou tranche de pain en latin[réf. nécessaire]. La première description des cantuccini se trouve dans le dictionnaire de l'Accademia della Crusca qui en 1691 donne la définition suivante : « biscuit tranché, fait avec de la farine fine, avec du sucre et du blanc d'œuf ». Les cantucci les plus célèbres de l'époque sont produits à Pise, comme en témoigne le naturaliste Francesco Redi dans de nombreux échanges de lettres depuis la ville. Redi avait l'habitude d'accompagner ses missives de cantucci, trouvés précisément à Pise[réf. nécessaire]. Il y fait référence dans son Livre des souvenirs, qui couvre les années 1647 à 1697. 
Les amandes ne font partie des ingrédients que dans quelques variantes, comme les biscotelli à l'époque de Catherine de Médicis, dont les amandes sont un ingrédient phare à sa cour (mais il est impossible de savoir s'il s'agit du même biscuit, d'une variante, ou d'un biscuit tout autre), pour devenir un élément caractéristique à partir de la seconde moitié du XIXe siècle.
La première recette moderne apparait cependant plus tard, au XVIIIe siècle, dans l’ouvrage d’un chanoine italien, Amadio Baldanzi, conservé dans les archives d'État de Prato. Dans ce document les biscuits sont dits alla genovese (à la génoise). 
Cette recette est reprise par Antonio Mattei, un pâtissier de Prato, qui fonde son entreprise en 1858, commercialisant pour la première fois ces biscuits,. Il met au point une recette qui devient plus tard un classique, avec laquelle il reçoit de nombreux prix lors de foires commerciales en Italie et à l'étranger, dont une mention spéciale à l'exposition universelle de 1867 à Paris. L'atelier Mattonella (nom populaire du biscuitier) existe encore aujourd'hui à Prato et est considéré comme le gardien de la tradition des cantucci.
En 2011, l'association de producteurs « Assocantuccini » voit le jour dans le but explicite d'obtenir la reconnaissance de l'Indication géographique protégée, IGP, qui lui est attribuée en août 2015.

## Nom
« Biscuits de Prato » est le nom traditionnel, mais il existe des variantes ou des imitations qui s'éloignent de la recette traditionnelle notamment par l'ajout de levure, de graisses (pour les rendre moins secs) ou d'arômes. Ils sont également connus sous le nom de cantucci en Italie.
Le nom dérive de canto, c'est-à-dire « coin », ou de cantellus, en latin « pièce ou tranche de pain » qui, dans le passé, était également utilisé pour désigner un petit morceau de pain avec beaucoup de croûte (généralement la première et la dernière tranche de pain, les « coins »).
Le mot biscotto, utilisé dans l'italien moderne pour désigner un biscuit de toute sorte, provient du mot biscoctus, qui signifie « cuit deux fois », en latin médiéval. Il caractérise les produits cuits au four deux fois, de sorte qu'ils deviennent très secs et peuvent être conservés pendant de longues périodes. Ces aliments non périssables étaient particulièrement utiles lors des voyages et des guerres ; les pains cuits deux fois étaient un aliment de base des légions romaines.
Le mot biscotto, dans ce sens, partage son origine avec le mot anglais britannique (via l'ancien français ) « Biscuit», qui fait référence à ce que les anglophones américains appellent un « cookie ». En italien moderne, le mot biscotto fait référence à n'importe quel biscuit ou cracker, tout comme l'utilisation britannique du mot « biscuit » (le nombre de cuissons et le degré de dureté ne sont pas pertinents pour le terme). Dans d'autres pays, le terme biscotti, utilisé au singulier, se réfère uniquement au biscuit italien spécifique connu en Italie sous le nom de cantuccio.

## Description et préparation

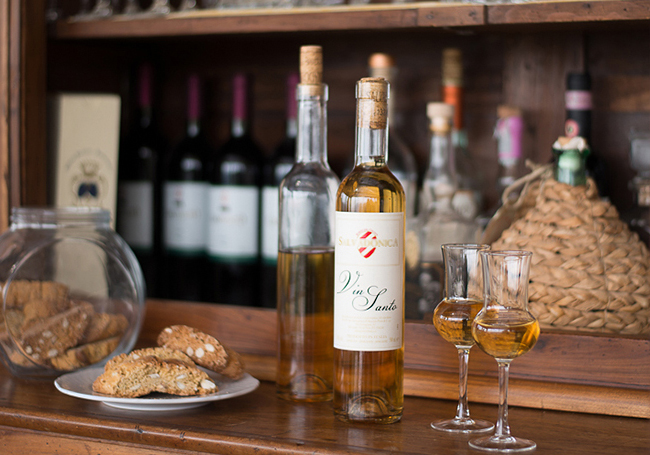
Cantucci et Vin santo.

Les biscuits de Prato ont traditionnellement une forme allongée, obtenue en coupant en diagonale le pain de pâte après cuisson. Le cantuccino a une face supérieure dorée avec une structure interne caractérisée par une forte présence d'amandes entières décortiquées. La longueur peut varier mais est normalement inférieure à 10 centimètres.
La pâte est composée exclusivement de farine, de sucre, d'œuf, d'amandes et de pignons. Les amandes ne sont ni effilées, ni grillées, ni pelées. On n'utilise aucune sorte de levure ni de gras comme le beurre, l'huile ou le lait.
Les biscuits de Prato diffèrent des cantucci en raison de l'absence d'arômes ajoutés, de levures et de graisses (utilisées pour les rendre moins secs),,, .
Traditionnellement, les biscuits de Prato sont servis en dessert accompagnés d'un verre de vin doux (le « vin santo toscan ») dans lequel on les trempe avant de les croquer.
Traditionnellement, les cantuccini sont vendus accompagnés d'une autre spécialité pâtissière toscane, les brutti ma buoni.

## Variantes

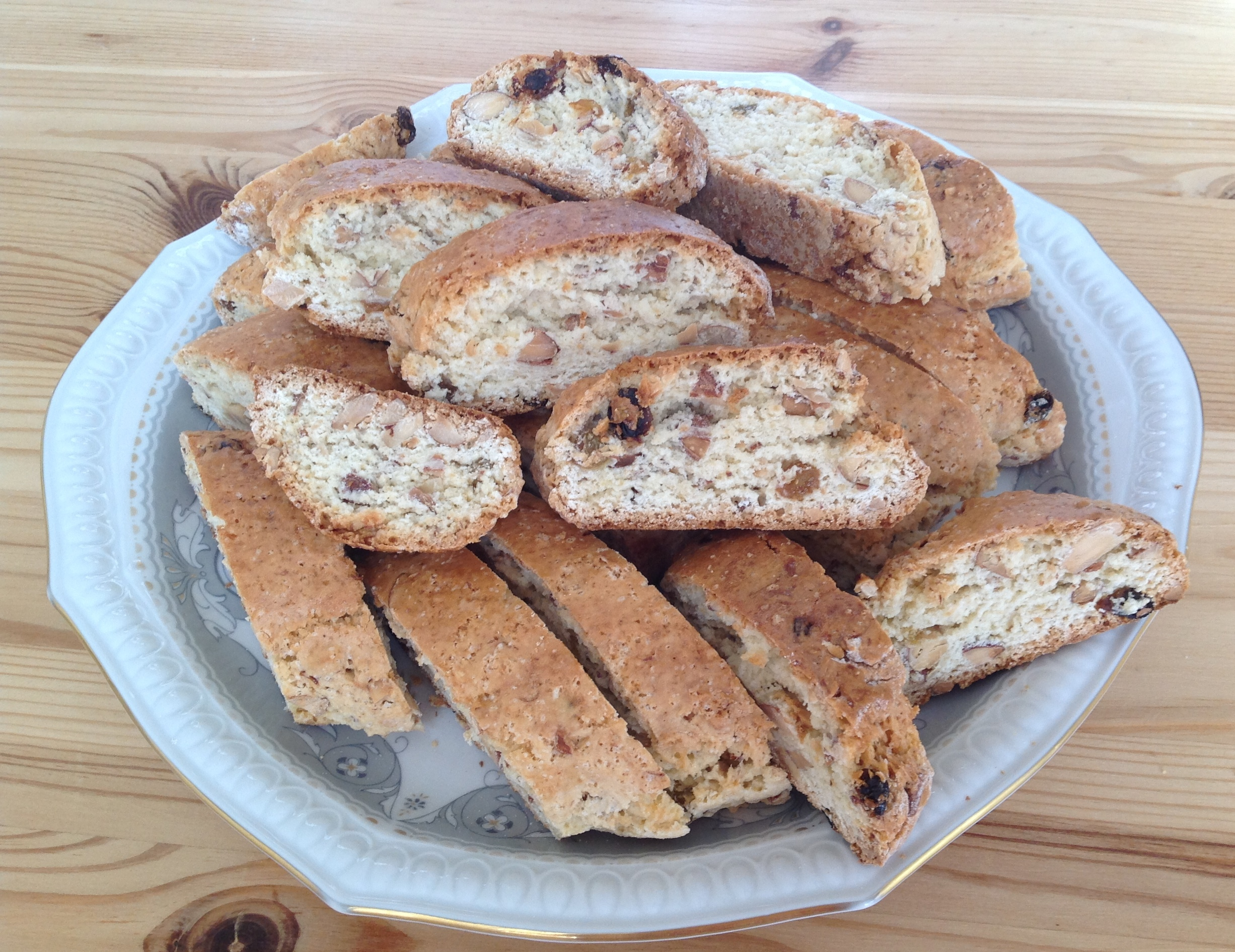
Tozzetti faits maison.

Les cantuccini sont connus dans le Latium, l'Ombrie et les Abruzzes sous le nom de tozzetti  et peuvent être préparés avec des noisettes ou d'autres fruits secs à la place des amandes. Ils sont également connus sous ce nom dans la province de Sienne et dans d'autres parties de l'Italie où leur préparation s'est répandue. Cantuccini et tozzetti sont maintenant répandus dans toute l'Italie. Les scroccadenti sont très répandus en Romagne, presque identiques aux cantucci mais plus grands. La version du Basilicate s'appelle stozz. Les tagliancozzi, biscuits siciliens typiques d'origine de Marsala sont une autre variante, plus sucrée.
En Sicile, les piparella sont des biscuits secs très répandus, semblables aux cantuccini par leur forme et leur goût, préparés avec de la farine, de la farine d'amande, du sucre et des blancs d'œufs et enrichis d'amandes et de cannelle.